# Le leggi del desiderio
Le leggi del desiderio è un film del 2015 scritto e diretto da Silvio Muccino.

## Trama
Giovanni Canton è un popolare life-coach. Ai suoi incontri, un misto tra spettacolo teatrale e one-man-show, partecipa un gran numero di persone insoddisfatte della propria vita. Giovanni afferma di avere la ricetta giusta per realizzare qualsiasi desiderio. Alcuni lo considerano un mago, un santone, altri un buffone, un ciarlatano. Per iniziativa del suo editore Paolo Rubens, Giovanni indice un concorso: i tre vincitori saranno da lui seguiti per sei mesi, affinché possano, con i giusti suggerimenti e trucchetti, realizzare qualsiasi loro aspirazione.

## Distribuzione
Il film è uscito nelle sale italiane il 26 febbraio 2015.

## Accoglienza
Il film si è rivelato un flop commerciale. Lanciato in circa 400 sale, ha incassato meno di 600.000 euro.

## Riconoscimenti
- 2015 - Ciak d'oro
  - Nomination Miglior canzone originale (Palm of My Hand) a Peter Cincotti